# رخية
رخية هي حاضرة ومركز محافظة الريث الواقعة شرق منطقة جازان جنوب غرب السعودية. وقد بدأ العمل فيه كمركز تابع للمحافظة في عام 1382هـ، وذلك بعد بدايته في قرية مقزع ومن ثم جبل القهر.